# Georg Plasger

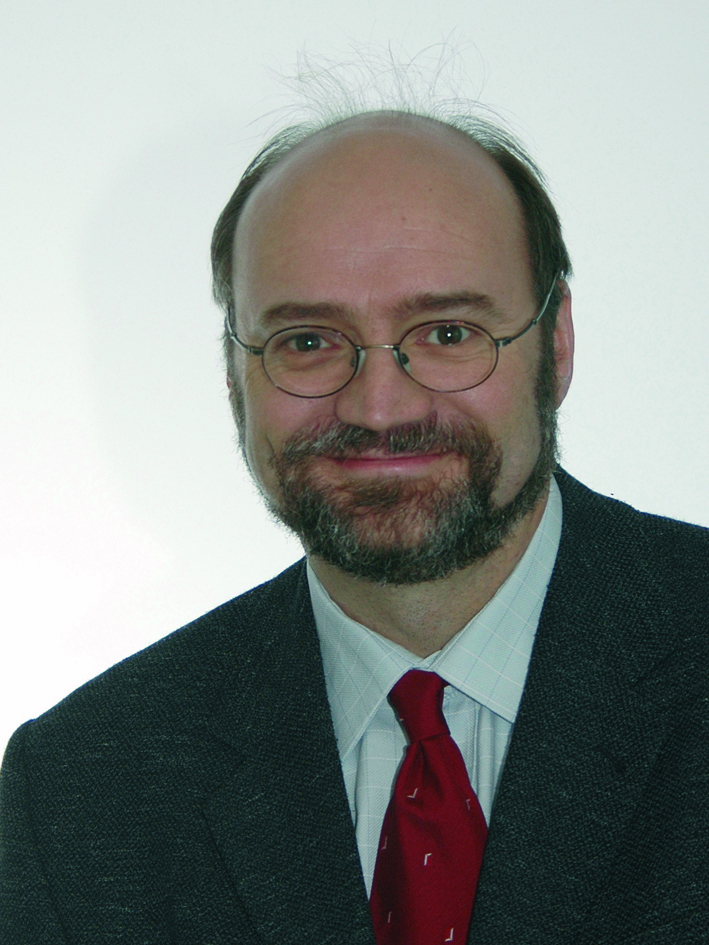
Georg Plasger

Georg Plasger (* 14. November 1961 in Nordhorn, Grafschaft Bentheim) ist ein deutscher evangelischer Theologe.
Plasger, der in Schüttorf aufwuchs, studierte von 1981 bis 1988 Evangelische Theologie an der Kirchlichen Hochschule Wuppertal und der Westfälischen Wilhelms-Universität Münster. Nach Abschluss seiner Studien war er zwischen 1988 und 1991 als Vikar in Schöller und Vikarassistent bei Jürgen Fangmeier am Lehrstuhl für Systematische Theologie der Kirchlichen Hochschule Wuppertal. 1991 folgten das Zweite theologische Examen und die Promotion zum Doctor theologiae auf Grund der Dissertationsschrift Die Not-Wendigkeit der Gerechtigkeit. Eine Untersuchung zu Cur Deus Homo von Anselm von Canterbury.
Georg Plasger war von 1992 bis 1993 Pastor und Religionslehrer in Lünne. Von 1993
bis 2000 war er an der Georg-August-Universität Göttingen Wissenschaftlicher Assistent Eberhard Buschs. In Göttingen habilitierte sich Plasger 1999 mit der Arbeit Die relative Autorität des Bekenntnisses bei Karl Barth.
Hiernach hatte Plasger von 1999 bis 2000 eine Lehrstuhlvertretung für Systematische Theologie an der Universität GH Essen inne. Zudem war er von 1997 bis 2005 ehrenamtlicher Ephorus des Reformierten Studienhauses Göttingen und ist seit 2002 ehrenamtliches Mitglied im Moderamen des Reformierten Bundes.
Nachdem Plasger von 2001 bis 2004 theologischer Mitarbeiter bei der Evangelisch-reformierten Kirche war und währenddessen Lehrstuhlvertretungen für Systematische und ökumenische Theologie an der Universität Siegen innehatte, ist er seit 2005 Ordinarius für Systematische und ökumenische Theologie an der Universität Siegen.
Plasger gilt als internationaler Experte für die Reformation der Reformatoren Johannes Calvin und Huldrych Zwingli. Ebenso forscht er zu dem Theologen Karl Barth. Als weitere Forschungsschwerpunkte sind anzusehen: Anselm von Canterbury, Christologie, Religionskritik sowie Friedensethik, Medizinische Ethik und Bioethik. 
Plasger ist Mitglied im International Reformed Theological Institute. 2024 wurde er zum Mitglied im dreiköpfigen Präsidium der Gemeinschaft Evangelischer Kirchen in Europa (GEKE) gewählt.

## Schriften (Auswahl)
- Die Not-Wendigkeit der Gerechtigkeit. Eine Interpretation zu "Cur Deus homo" von Anselm von Canterbury (Beiträge zur Geschichte der Philosophie und Theologie des Mittelalters N.F., Bd. 38). Aschendorff, Münster 1993, ISBN 978-3-402-03933-5 (Dissertation)
- Die relative Autorität des Bekenntnisses bei Karl Barth.  Neukirchener, Neukirchen-Vluyn 2000, ISBN 978-3-7887-1793-3 (Habilitationsschrift)
- Johannes Calvins Theologie. Eine Einführung. Vandenhoeck & Ruprecht, Göttingen 2008 (2. Auflage 2009), ISBN 978-3-525-56966-5
- Glauben heute mit dem Heidelberger Katechismus. Vandenhoeck & Ruprecht, Göttingen 2012, ISBN 978-3-525-55044-1
- Plasger schrieb auch einige Artikel für das Biographisch-Bibliographische Kirchenlexikon (BBKL).